# Universiteit van New South Wales
De universiteit van New South Wales (Engels: University of New South Wales of kortweg UNSW) is een universiteit in Sydney, de hoofdstad van de staat New South Wales, Australië. Deze universiteit is leidinggevend in zijn lesveld en onderzoek en heeft als motto: “Scientia Manu et Mente” dat "Kennis door Hand en Verstand" betekent. Kennis en praktijk liggen dicht bij elkaar binnen de studies.
UNSW heeft rond 60.000 studenten waaronder 20.000 internationale studenten uit 137 verschillende landen. Naast enkele campussen in Sydney heeft UNSW ook een campus in Canberra.

## Faculteiten
- Art and Design
- Arts and Social Sciences
- Built Environment
- Business School
- Engineering
- Law
- Medicine
- Science
- UNSW Canberra at ADFA
- Postgraduate Research